# Tricongius beltraoae
Espèce
Synonymes
- Oltacloea beltraoae Brescovit & Ramos, 2003

Tricongius beltraoae est une espèce d'araignées aranéomorphes de la famille des Prodidomidae.

## Distribution
Cette espèce est endémique de Bahia au Brésil,. Elle se rencontre vers Central près de la grotte Toca da Esperança.

## Description
Le mâle holotype mesure 3,00 mm et la femelle paratype 3,00 mm.

## Systématique et taxinomie
Cette espèce a été décrite sous le protonyme Oltacloea beltraoae par Brescovit et Ramos en 2003. Elle est placée dans le genre Tricongius par Rodrigues et Rheims en 2020.

## Étymologie
Cette espèce est nommée en l'honneur de Maria Beltrão.

## Publication originale
- Brescovit & Ramos, 2003 : « A new species of the spider genus Oltacloea (Araneae: Prodidomidae) from Brazilian caatinga in Central, Bahia. » Bulletin of the British Arachnological Society, vol. 12, no 7, p. 333-334 (texte intégral).